# Даллас Дрейк
Даллас Дрейк (англ. Dallas Drake; нар. 4 лютого 1969, Трейл, Британська Колумбія) — колишній канадський хокеїст, що грав на позиції крайнього нападника.
Володар Кубка Стенлі. Провів понад тисячу матчів у Національній хокейній лізі.

## Ігрова кар'єра
Хокейну кар'єру розпочав 1987 року.
1989 року був обраний на драфті НХЛ під 116-м загальним номером командою «Детройт Ред-Вінгс».
Протягом професійної клубної ігрової кар'єри, що тривала 19 років, захищав кольори команд «Детройт Ред-Вінгс», «Сент-Луїс Блюз», «Фінікс Койотс» та «Вінніпег Джетс».
У сезоні 1991—1992 років забив 39 голів, набравши 83 очка.
Загалом провів 1099 матчів у НХЛ, включаючи 90 ігор плей-оф Кубка Стенлі.

## Нагороди та досягнення
- Чемпіон НКАА в складі Північного Мічиганського університету — 1991.
- Володар Кубка Стенлі в складі «Детройт Ред-Вінгс» — 2008.

## Статистика
| Сезон        | Клуб                               | Ліга         | Регулярний сезон | Регулярний сезон | Регулярний сезон | Регулярний сезон | Регулярний сезон | Плей-оф | Плей-оф | Плей-оф | Плей-оф | Плей-оф |
| Сезон        | Клуб                               | Ліга         | І                | Г                | П                | О                | ШХ               | І       | Г       | П       | О       | ШХ      |
| ------------ | ---------------------------------- | ------------ | ---------------- | ---------------- | ---------------- | ---------------- | ---------------- | ------- | ------- | ------- | ------- | ------- |
| 1987–88      | «Вернон Лейкерс»                   | БКХЛ         | —                | —                | —                | —                | —                | —       | —       | —       | —       | —       |
| 1988–89      | Північний Мічиганський університет | НАСС         | 45               | 18               | 24               | 42               | 26               | —       | —       | —       | —       | —       |
| 1989–90      | Північний Мічиганський університет | НАСС         | 36               | 13               | 24               | 37               | 42               | —       | —       | —       | —       | —       |
| 1990–91      | Північний Мічиганський університет | НАСС         | 44               | 22               | 36               | 58               | 89               | —       | —       | —       | —       | —       |
| 1991–92      | Північний Мічиганський університет | НАСС         | 40               | 39               | 44               | 83               | 58               | —       | —       | —       | —       | —       |
| 1992–93      | «Детройт Ред-Вінгс»                | НХЛ          | 72               | 18               | 26               | 44               | 93               | 7       | 3       | 3       | 6       | 6       |
| 1993–94      | «Детройт Ред-Вінгс»                | НХЛ          | 47               | 10               | 22               | 32               | 37               | —       | —       | —       | —       | —       |
| 1993–94      | «Адірондак Ред-Вінгс»              | АХЛ          | 1                | 2                | 0                | 2                | 0                | —       | —       | —       | —       | —       |
| 1993–94      | «Вінніпег Джетс»                   | НХЛ          | 15               | 3                | 5                | 8                | 12               | —       | —       | —       | —       | —       |
| 1994–95      | «Вінніпег Джетс»                   | НХЛ          | 43               | 8                | 18               | 26               | 30               | —       | —       | —       | —       | —       |
| 1995–96      | «Вінніпег Джетс»                   | НХЛ          | 69               | 19               | 20               | 39               | 36               | 3       | 0       | 0       | 0       | 0       |
| 1996–97      | «Фінікс Койотс»                    | НХЛ          | 63               | 17               | 19               | 36               | 52               | 7       | 0       | 1       | 1       | 2       |
| 1997–98      | «Фінікс Койотс»                    | НХЛ          | 60               | 11               | 29               | 40               | 71               | 4       | 0       | 1       | 1       | 2       |
| 1998–99      | «Фінікс Койотс»                    | НХЛ          | 53               | 9                | 22               | 31               | 65               | 7       | 4       | 3       | 7       | 4       |
| 1999–00      | «Фінікс Койотс»                    | НХЛ          | 79               | 15               | 30               | 45               | 62               | 5       | 0       | 1       | 1       | 4       |
| 2000–01      | «Сент-Луїс Блюз»                   | НХЛ          | 82               | 12               | 29               | 41               | 71               | 15      | 4       | 2       | 6       | 16      |
| 2001–02      | «Сент-Луїс Блюз»                   | НХЛ          | 80               | 11               | 15               | 26               | 87               | 8       | 0       | 0       | 0       | 8       |
| 2002–03      | «Сент-Луїс Блюз»                   | НХЛ          | 80               | 20               | 10               | 30               | 66               | 7       | 1       | 4       | 5       | 23      |
| 2003–04      | «Сент-Луїс Блюз»                   | НХЛ          | 79               | 13               | 22               | 35               | 65               | 5       | 1       | 1       | 2       | 2       |
| 2004–05      | Локаут                             | НХЛ          | —                | —                | —                | —                | —                | —       | —       | —       | —       | —       |
| 2005–06      | «Сент-Луїс Блюз»                   | НХЛ          | 62               | 2                | 24               | 26               | 59               | —       | —       | —       | —       | —       |
| 2006–07      | «Сент-Луїс Блюз»                   | НХЛ          | 60               | 6                | 6                | 12               | 38               | —       | —       | —       | —       | —       |
| 2007–08      | «Детройт Ред-Вінгс»                | НХЛ          | 65               | 3                | 3                | 6                | 41               | 22      | 1       | 3       | 4       | 12      |
| Усього в НХЛ | Усього в НХЛ                       | Усього в НХЛ | 1009             | 177              | 300              | 477              | 885              | 90      | 14      | 19      | 33      | 79      |